# Rollenspiel (psychologische Forschung)
Rollenspiel bezeichnet in der psychologischen Forschungsmethodik ein spezielles Verfahren zur empirischen Erforschung menschlichen Erlebens und Verhaltens. Der deutsche Psychologe Manfred Sader weist diesem Verfahren – einem Sonderfall des psychologischen Experiments – als Anwendungsschwerpunkt vor allem „die sorgfältige und umfassende Beschreibung auch komplexerer psychischer Erlebnisse, Verläufe und Zusammenhänge“ zu (Sader 1986, S. 11). Der Sozialpsychologe Herbert C. Kelman (Harvard University) vertrat schon 1967 die Auffassung, dass „Rollenspiele vielleicht der aussichtsreichste Ansatz alternativer Verfahrensweisen für die experimentell-psychologische Forschung“ seien. Auch John Derek Greenwood (1983) betont die Bedeutung des Rollenspiels vor allem für die Entwicklung experimenteller Strategien in der Sozialpsychologie. Nach Adrian Furnham (1997) werden Simulations- und Rollenspielexperimente in der Sozialpsychologie allerdings kontrovers diskutiert, da ihren offensichtlichen Vorteilen auch eine Reihe besonderer Schwierigkeiten gegenüberstehen.
Historisch wird der erstmalige Einsatz von Rollenspielen zur Datenerhebung meist J. L. Moreno in den 1920ern zugeschrieben, der daraus in weiterer Folge seine Psychodramatherapie entwickelte. Davon ist das Rollenspiel als experimentelle psychologische Forschungsmethode zu unterscheiden. Um als wissenschaftliches Erhebungsinstrument geeignet zu sein, muss der Einsatz von Rollenspielen in der Datenerhebung nämlich strengen methodischen Kriterien genügen, wie Sader (1986), Furnham (1997), Yardley-Matwiejczuk (1997) und Stahlke (2001) herausarbeiten. Sader wertet das methodisch korrekt eingesetzte Rollenspiel als sinnvolle Alternative zu den Täuschungsverfahren im Laborexperiment – um diese Alternative ging es schon in der US-amerikanischen Kontroverse um die Möglichkeiten des Rollenspiels in der psychologischen Experimentalforschung in den 1970er-Jahren.
Als Forschungsmethode wird das Rollenspiel in der Psychologie selten explizit erwähnt, obwohl sich eine Reihe psychologischer Forschungsarbeiten durchaus des Rollenspiels bedienen. Dabei werden Personen entweder in Situationen versetzt, in denen sie (wissentlich oder unwissentlich) mit rollenspielenden Personen konfrontiert sind, oder sich selbst in bestimmte Rollen versetzen sollen. Metaanalysen über das Vorkommen unterschiedlicher Varianten von Rollenspielen in der psychologischen Experimentalforschung präsentiert Sader (1986), eine jüngere Übersicht findet sich bei Yardley-Matwiejczuk (1997).
Wesentlicher Ausgangspunkt des internationalen Fachdiskurses über das Rollenspiel als spezielle Form der experimentellen psychologischen Forschung ist folgendes Problem:
Das Verhalten von Teilnehmern an psychologischen Feld- und Labor-Experimenten ist zwangsläufig von der Tatsache mitbestimmt, dass sie eben Versuchsteilnehmer sind, also die Rolle von Versuchsteilnehmern „spielen“. Sie werden sich mehr oder weniger bewusst so verhalten, wie sie meinen, dass es von ihnen als Versuchsteilnehmern erwartet wird, oder wie sie dazu vom Versuchsleiter angehalten werden. Geht es um die Untersuchung lebensnaher psychologischer Fragestellungen, kann das zu schwer einschätzbaren Einflüssen auf die Untersuchungsergebnisse führen: Man gewinnt Untersuchungsdaten von „Rollenspielern“, ohne sich dieser Tatsache bewusst zu sein oder jedenfalls ohne den Einfluss dieses Umstands auf die Untersuchungsergebnisse kontrollieren zu können. Dies ist eines der vielfältigen Probleme, die im psychologischen Methodendiskurs als Problem der „ökologischen Validität“ bezeichnet werden. Martin T. Orne hat dazu schon 1962 die Annahme formuliert, dass das Verhalten einer Person in einer Experimentalsituation von zwei Arten von Variablen bestimmt sein wird: Zum einen von den traditionellerweise als experimentelle Variablen definierten Variablen und zum anderen von den Aufforderungscharakteren, die die Experimentalsituation für den Versuchsteilnehmer hat. Die jeweilige Stärke der zweiten Art von Variablen wird über die Reproduzierbarkeit des Experiments und die Übertragbarkeit der Untersuchungsergebnisse auf nicht-experimentelle Kontexte entscheiden.
Als eine der Möglichkeiten, wie mit diesem Problem umgegangen werden kann (andere Möglichkeiten siehe: Probleme des psychologischen Experiments), treten die Befürworter eines wissenschaftlich-methodisch reflektierten Einsatzes von Rollenspielen im psychologischen Experiment dafür ein, bei bestimmten Fragestellungen dieses kaum vermeidbare „verdeckte Rollenspiel“ der Versuchsteilnehmer durch geeignete Formen des offengelegten, expliziten Rollenspiels zu ersetzen.
Es geht dabei in der Regel also nicht um neue Spezialexperimente, sondern darum, dass die Teilnehmer an psychologischen Experimenten vor der Durchführung voll über die Zwecke und Modalitäten des Experiments informiert werden. Im Anschluss können sie ihre Rolle als Versuchsteilnehmer bewusst spielen, statt wie bei anderen Versuchsanordnungen über die Situation und ihre Rolle darin im Unklaren gelassen zu werden. Nach dem Experiment können sie ihre Erfahrungen als informierte Teilnehmer in die Auswertung einbringen. Die Versuchsauswertung ist damit nicht nur auf das beobachtete Verhalten oder Messergebnisse angewiesen. Um Vor- und Nachteile dieses Verfahrens zu überprüfen, wurden auch einige bekannte sozialpsychologische Experimente in dieser Weise modifiziert noch einmal durchgeführt. Greenberg zum Beispiel replizierte 1967 das bekannte Experiment von Stanley Schachter (1959), das dessen Hypothese prüfen sollte, dass Erstgeborene und Einzelkinder auch als Erwachsene in furchteinflößenden Situationen ein stärkeres Zugehörigkeitsbedürfnis zeigen als andere. Die Versuchsteilnehmer wurden von Greenberg im Unterschied zur ursprünglichen Versuchsanordnung vor dem Experiment darüber informiert, dass sie nun an einem Rollenspiel-Experiment teilnehmen würden, und worum es dabei ginge. Erst nach dieser Aufklärung wurden die gleichen furchteinflößenden Maschinen aufgebaut wie in Schachters ursprünglichem Experiment und erfolgte die Ankündigung, dass von diesen Maschinen Stromstöße ausgehen würden. Die Ergebnisse dieser Rollenspiel-Variante des Experiments wurden mit den Ergebnissen des ursprünglichen Experiments verglichen, das auf Täuschung der Versuchsteilnehmer beruhte. Die Diskussion von Vor- und Nachteilen dieser beiden Varianten hält nach wie vor an.
Zur Veranschaulichung des oft unreflektierten Einsatzes von Rollenspielen im sozialpsychologischen Experiment führt Sader eine Studie von Piliavin, Rodin & Piliavin (1969) an, bei der in einem groß angelegten Experiment 4.450 Fahrgäste der New Yorker U-Bahn mit einer Szene konfrontiert wurden, bei der ein vermeintlicher Fahrgast während der Fahrt ohnmächtig zusammenbrach. Diese Szene wurde in unterschiedlichen Variationen eingesetzt (Fahrgast mit Krücken, Fahrgast mit Alkoholgeruch, Fahrgast mit weißer oder dunkler Hautfarbe etc.). Mit dem Experiment wurden Phänomene der geleisteten und unterlassenen Hilfeleistung erforscht. Sader kritisiert an dieser wie auch an einer Reihe ähnlicher Studien die „methodisch unhinterfragte Durchführung eines vorgegebenen Drehbuchs“. Eine solche Vorgangsweise würde die notwendigen wissenschaftlichen Bedingungen für ein kontrolliertes psychologisches Experiment unter Einsatz des Rollenspiels nicht hinreichend reflektieren und umsetzen. Sader formuliert demgegenüber eine Reihe methodischer Kriterien für einen wissenschaftlich ausgewiesenen Einsatz des Rollenspiels im psychologischen Experiment.